# Уоррего (река)
Уо́ррего (англ. Warrego) — река в Австралии, правый приток Дарлинга, течёт в Новом Южном Уэльсе и Квинсленде. Длина реки составляет около 900 км.

## География
Площадь водосборного бассейна — 69 290 км². Средний расход воды — 2,5 м³/с. Высота устья — 93 м над уровнем моря. Высота истока — 625 м над уровнем моря.
Впадает в реку Дарлинг у города Бурк (регион Орана, штат Новый Южный Уэльс).
Уоррего берёт начало у истока на горе Ка-Ка-Мунди, часть хребта Карнарвон, что на территории национального парка Карнарвон, восточнее Тамбо (регион Блэколл-Тамбо, штат Квинсленд).